# حاجی‌رستم‌لی
حاجی‌رستم‌لی (به ترکی آذربایجانی: Hacırüstəmli) یک منطقهٔ مسکونی در جمهوری آذربایجان است که در شهرستان ایمیشلی واقع شده‌است. حاجی‌رستم‌لی ۱٬۱۵۹ نفر جمعیت دارد.